# Без року тиждень
«Без року тиждень» (рос. «Без году неделя») — радянська виробнича комедійна мелодрама, поставлена на  кіностудії імені О. Довженка  Миколою Засєєвим-Руденко в 1982 році. Сценарій написаний за повістю «Хроніка одного літнього дня» письменника Віктора Черевкова.

## Сюжет
Після закінчення річкового училища Насті Філімоновій за відмінне навчання присвоїли кваліфікацію другого помічника капітана і направили в Київське річкове пароплавство. Завдяки своєму мужньому характеру і величезній силі волі, вона починає служити на новому вантажному судні «Славутич» у досвідченого «морського вовка» Василя Артемович Яруги. Спочатку капітан не вірив в здатності Філімонової управляти величезним судном з дорогим вантажем на борту і призначив її на посаду матроса. Але Настя швидко зуміла довести всім, що професія «матрос» їй під силу, поступово стала допомагати капітанській команді. Крім своїх прямих обов'язків, вона організувала на судні ансамбль творчої самодіяльності, тим самим підкоривши чоловічу команду корабля разом з капітаном. Але одного разу під час запланованої стоянки, в той час як капітан Яруга разом з помічником відлучилися у справах на берег, трапився страшний шторм. Другому помічникові капітана Філімоновій довелося проявити на ділі талант судноводіння в умовах негоди, зберігши і судно, і вантаж.

## У ролях
- Микола Крючков —  Василь Артемович Яруга, капітан вантажного судна «Славутич»
- Маргарита Сергеєчева —  Настя Філімонова
- Микола Рибников —  Іван Олексійович Міщенко, заст. начальника річкового управління
- Михайло Ігнатов —  Анатолій Бублик, кок вантажного судна «Славутич»
- Анатолій Лук'яненко —  Михайло Шульга, рульовий-моторист
- Микола Гудзь —  Микола Нестеренко, перший помічник капітана
- Георгій Дворников —  Олександр Степанов, електрик-радист
- Валентин Грудінін —  моряк   (немає в титрах)

## Знімальна група
- Автори сценарію —  Роман Фурман, Віктор Черевков
- Режисер-постановник —  Микола Засєєв-Руденко (в титрах Микола Засєєв)
- Оператор-постановник —  Вадим Верещак
- Художник-постановник — Григорій Павленко
- Композитор — Іван Карабиць
- Текст пісень — Петро Висоцький
- Режисер — В. Хацкевич
- Оператор — Ігор Мамай
- Редактор — Юрій Морозов
- Інструментальний ансамбль Державного симфонічного оркестру УРСР під керівництвом диригента  І. Карабиця
- Директор картини — Сергій Чаленко